# Erik Cleymans
Erik Maria Roger Cleymans (Turnhout, 4 febbraio 1970) è un ex cestista belga.

## Carriera
Con il Belgio ha disputato i Campionati europei del 1993.

## Palmarès
- Campionato belga: 4

Spirou Charleroi: 1995-96, 1996-97, 1997-98, 1998-99
- Coppa del Belgio: 3

Ostenda: 1991
Spirou Charleroi: 1996, 1999